# الحجفار (بعدان)

تعديل مصدري - تعديل

الحجفار هي إحدى قرى عزلة العذارب بمديرية بعدان التابعة لمحافظة إب، بلغ تعداد سكانها 265 نسمة حسب تعداد اليمن لعام 2004.